# Salto (Cap Verd)
Salto (crioll capverdià Saltu) és una vila al sud de l'illa de Fogo a l'arxipèlag de Cap Verd. Està situada 12 kilòmetres a l'est de São Filipe i s 12 km del cràter del Fogo. La vila té una església i algunes tendes, però li manquen allotjament per a turistes. La majoria de les habitants són agricultors que cultiven patates, verdures, papaies, blat de moro, pebre vermell i tamarius. Els camps es reguen utilitzant regatge gota a gota. Molts camps són envoltats per murs de pedra per protegir-los contra l'erosió.
Salto va escapar de les ruïnes de lava de 1951, 1995 i de les erupcions de Fogo de 2014-15.